# Leonel Marshall (ur. 1954)
 Leonel Marshall Steward, Sr. (ur. 31 lipca 1954) – kubański siatkarz, medalista igrzysk olimpijskich.

## Życiorys
Marshall był w składach reprezentacji Kuby, która zdobyła złote medale na igrzyskach panamerykańskich w 1975 w Meksyku oraz w 1979 w San Juan. Wystąpił na igrzyskach olimpijskich 1976 w Montrealu. Zagrał wówczas we wszystkich czterech meczach fazy grupowej, przegranym półfinale ze Związkiem Radzieckim oraz zwycięskim pojedynku o brąz z Japonią. Ponownie na igrzyskach zagrał w 1980, Moskwie. Wystąpił we wszystkich czterech meczach w fazie grupowej, przegranym pojedynku o miejsca 5-8. z Jugosławią oraz w wygranym meczu z Czechosłowacją o 7. miejsce.
Jego syn, Leonel Marshall, Jr. jest siatkarzem.